# Maleme
Maleme (gr. Μάλεμε) – miejscowość w Grecji, w administracji zdecentralizowanej Kreta, w regionie Kreta, w jednostce regionalnej Chania, w gminie Platanias. W 2011 roku liczyła 710 mieszkańców.
We wsi znajduje się baza greckich sił powietrznych i lotnisko wojskowe, którego zdobycie w czasie II wojny światowej było jednym z głównych celów niemieckiego desantu na Kretę. Lotnisko to do czasu budowy lotniska w Chanii pełniło funkcję międzynarodowego portu lotniczego. W pobliżu znajduje się niemiecki cmentarz wojenny - miejsce pochówku większości Niemców poległych w czasie walk o Kretę oraz ofiar katastrofy lotniczej samolotu wojskowego w dniu 9 lutego 1975 r. Cmentarz utrzymywany jest przez potomków pochowanych żołnierzy.

## Zabytki
We wsi zachował się grobowiec z okresu minojskiego.